# پرمیا د دالت
پرمیا د دالت (به اسپانیایی: Premià de Dalt) یک شهرستان در اسپانیا است که در استان بارسلون واقع شده‌است.

## خصوصیات
پرمیا د دالت ۶٫۵ کیلومترمربع مساحت و ۹٬۹۴۴ نفر جمعیت دارد و ۱۴۲ متر بالاتر از سطح دریا واقع شده‌است.